# 2,5-Furandicarbonsäure
2,5-Furandicarbonsäure (FDCA) ist eine Dicarbonsäure, die durch Dehydratisierung von Hexosen und Oxidation des sich daraus ergebenden Hydroxymethylfurfurals (5-HMF) erzeugt werden kann. Sie dient als Ausgangsstoff für die Herstellung von Biopolymeren.

## Geschichte
2,5-Furandicarbonsäure wurde 1876 als Dehydroschleimsäure von Rudolph Fittig und Robert Heinzelmann erstmals durch Umsetzung von Schleimsäure mit rauchender Bromwasserstoffsäure synthetisiert.
Vom US Department of Energy wurde die Verbindung als einer der zwölf wichtigsten Plattformchemikalien (Biobased Building block chemicals) der „grünen, nachwachsenden Chemie“ der Zukunft identifiziert.

## Synthese und Darstellung
Es gibt verschiedene Routen zur Darstellung der FDCA:

### Zucker Dehydrierung, Oxydation und Schmelzpolymerisation
Die Flagship Anlage von Avantium ging in Delfzijl (Niederlande) im Oktober 2024 in Betrieb. Sie ist für eine Kapazität von 5.000 Tonnen FDCA/Jahr ausgelegt.
Beim Verfahren von Avantium sind biobasierte Hexosen wie Fructose das Startmaterial.

#### Methyl-Fructoside aus Fructose
Umwandlung von Fructose in Methyl-Fructose (MMF) in kaltem Methanol. Sie ist in Methanol vollständig löslich und man bekommt hohe Konzentration gelöst. Dagegen ist Fructose in Methanol nur schwer löslich.

#### Katalytische Dehydratisierung der Methyl-Fructose
Bei der säurekatalysierten Dehydratisierung von C6-Zuckern werden die Fructoside bei erhöhten Temperaturen in Hydroxymethylfurfural (HMF) bezw. in Methoxymethylfurfural (MMF) umgewandelt. Das HMF verfügt über zwei polare Gruppen, eine Alkoholgruppe und eine Aldehydgruppe, und löst sich in gut Methanol jedoch nicht in Wasser. Als Katalysator dient Schwefelsäure.

#### Oxidation
Die katalytische Oxidation des Alkoxymethylfurfurals (z. B. MMF) zur Synthese von „roher“ 2,5-Furandicarbonsäure (roh FDCA) erfolgt in Essigsäure.

#### Reinigung, Abtrennung von Nebenprodukten
Je nach Reaktionsführung entstehen bei der Oxidation als Nebenprodukte Humine und Methyl Levulinate (ML), die abgetrennt werden.

#### Schmelzpolymerisation
Die gereinigte Furandicarbonsäure (FDCA) wird zusammen mit biobasiertem MonoEthylenglycol (MEG) zu Polyethylenfuranoat (PEF) polymerisiert. Um auf die gewünschten Molekulargewichte der Zielanwendungen des Polymers zu gelangen, folgt auf die Schmelzpolymerisation ein Festkörper-Polymerisations-Schritt.

### Oxidation von 2,5-disubstituierten Furanen
Ausgehend von 2,5-disubstituierten Furanen kann mit verschiedenen anorganischen Oxidantien oder durch Edelmetall-katalysierte Oxidation die 2,5-Furandicabonsäure in fast quantitativer Ausbeute erhalten werden. Als Ausgangsmaterial für die Oxidation eignet sich insbesondere 5-Hydroxymethylfurfural, das sich wiederum aus Fructose gewinnen lässt. Auch auf biokatalytischem Weg ist die 2,5-Furandicarbonsäure aus 5-Hydroxymethylfurfural zugänglich. Die elektrochemische Oxidation von HMF zu 2,5‐Furandicarbonsäure gelingt in sauren Medien mit Hilfe einer Manganoxid-Anode (MnOx) mit ca. 50 % Ausbeute.
5-Hydroxymethylfurfural (HMF) ist jedoch chemisch und thermisch nicht stabil, was die Reinheit, Lagerung und Industrialisierung des Produkts einschränkt. Im Vergleich zu HMF ist 2,5-Bis(hydroxymethyl)furan (BHMF) aufgrund seiner hervorragenden chemischen Stabilität in starken alkalischen Lösungsmitteln und thermischen Eigenschaften attraktiver, um nachgelagerte Derivate mit höherer Reinheit zu erzielen. In der Entwicklung ist die Festbetthydrierung von HMF zu BHMF. Das aldehydfreie BHMF wird dann elektrokatalytische zu FDCA-oxidiert. Dabei entsteht auch hochreiner Wasserstoff.
Aufgrund der einfachen Elektroabscheidung und oxidativen Aktivierung wurde eine 3D-stehende CoOOH-Nanoblätter mit dekoriertem Nickelschaum als bifunktionale Elektrode für die BHMF-Elektrooxidation und Wasserstoffentwicklung entwickelt, die einen hohen Wirkungsgrad und eine hohe strukturelle Stabilität aufwies. Die poröse Struktur erleichterte den Ladungstransfer und die Massendiffusion, wodurch eine vollständige BHMF-Umwandlung, eine reine Wasserstoff Entwicklung sowie eine Ausbeute von 90,2 % FDCA erreicht wurden. Nach einfacher Ansäuerung konnte FDCA-Pulver mit einer hohen Reinheit von nahezu 100 % erreicht werden.

### Synthese aus Furfural
Durch katalytische Oxidation wird zunächst Furfural mit Salpetersäure zu Furan-2-carbonsäure umgesetzt und anschließend in den Methylester überführt. Dieser wird dann durch Chlormethylierung an Position 5 zum 5-(Chlormethyl)-furan-2-carbonsäuremethylester substituiert. Umsetzung mit Salpetersäure ergibt Dimethylfuran-2,5-dioat, aus dem man nach der alkalischen Hydrolyse mit 50 % Ausbeute FDCA erhält.

### Dehydratisierung von Schleimsäure
Durch eine einstufige, säurekatalysierte Dehydratisierung von Schleimsäure, auch Mucinsäure oder Galactarsäure genannt, in Butanol unter stark sauren Reaktionsbedingungen (z. B. Schweflige Säure, p-Toluolsulfonsäure und Heteropolysäuren) ist der Dibutlyester der 2,5-Furandicarbonsäure zugänglich.

## Eigenschaften und Anwendungen
Da die Furandicarbonsäure zwei Carboxygruppen aufweist, sind für Carbonsäuren typische Reaktionen, wie z. B. die Bildung von Carbonsäuredihalogeniden, Carbonsäureestern und Carbonsäureamiden möglich. Mit Diolen und Diaminen lassen sich Polykondensationsreaktionen durchführen. Ausgehend von dem FDCA-Monomer sind eine Vielzahl an Polyestern, Polyamiden oder Polyurethanen zugänglich. Analog zur Polymerisation der Terephthalsäure kann die Furandicarbonsäure mit Ethylenglykol zum Polyethylenfuranoat (PEF) oder mit Butyldiglycol zu Polybutylenfuranoat (PBF) polymerisiert werden.
2,5-Furandicarbonsäure ist lichtempfindlich und sehr hygroskopisch.
FDCA kann bei vielen Anwendungen direkt eingesetzt werden oder als Plattformchemikalie bei der Synthese von Biopolymeren.

### Direkte Verwendung
- Weichmacher: FDCA-Ester können als Ersatzstoff für Phthalate als Weichmacher in Polyvinylchlorid dienen, z. B. in PVC-Kabeln.
- Feuerlöschschaum: FDCA sowie die meisten Polycarboxylsäuren sind Bestandteile von Feuerlöschschäumen.
- Pharmazeutika: In der Pharmazie wurde gezeigt, dass der Ethylester von FDCA eine betäubende Wirkung ähnlich wie Kokain verursacht. Screening-Studien an einigen FDCA-Derivaten zeigten wichtige antibakterielle Eigenschaften. Zur Vorbereitung künstlicher Venen für die Transplantation wird eine verdünnte Lösung von FDCA in Tetrahydrofuran verwendet.
- Waschmittel: FDCA dient als Bestandteil von optischen Aufhellern in Waschmitteln.

## Derivate

### Verwendung als Plattform-Chemikalie
Durch verschiedene Derivatisierungen der 2,5-Furandicarbonsäure, beispielsweise zum 2,5-Bis(hydroxymethyl)furan, 2,5-Bis(hydroxymethyl)tetrahydrofuran oder 2,5-Bis(aminomethyl)tetrahydrofuran, ergeben sich vielfältige weitere Verwendungsmöglichkeiten:

### Blockpolymere
„ Ungesättigte Polyester-Harze“ (UPR) werden aus petrochemischen Rohstoffen durch Veresterung von Säuren wie Phthalsäureanhydrid, Isophthalsäure oder Maleinsäure mit Polyolen wie 1,2-Propylenglycol, Diethylenglycol und/oder Neopentylglycol hergestellt. Nach der Herstellung werden die UPR-Präpolymere in einem Reaktivverdünner gelöst, bei dem es sich typischerweise um Styrol handelt.
Als Ersatz für die petrochemischen Rohstoffe werden „Ungesättigte Polyester-Harze“ auf Basis der biogenen und aromatischen Disäure 2,5-Furandicarbonsäure durch Polyesterifizierung mit Diolen hergestellt.
Ein erstes Harz aus FDCA mit 1,2-Propylenglykol eignet sich hervorragend als Allzweck-UPR und Matrixharz für Faserverbundwerkstoffe im Schiffsbau. Die Analyse ergab eine Steigerung des Elastizitätsmoduls um 300 MPa, der Zugfestigkeit um 10 MPa und eine Verbesserung der Wärmeformbeständigkeit (HDT) um etwa 10 K und damit höhere thermische Stabilität im Vergleich zum fossilbasierten Analogon.
Ein zweites Harz aus FDCA mit den Polyolen Diethylenglycol und 1,2-Propylenglycol zeigte bei der mechanische Analyse, dass das FDCA-basierte UPR mindestens gleichwertige Eigenschaften wie die etablierten besitzt. Somit könnten solche Harze Isophthalharze ersetzen und für das Strangziehen (Pultrusion) geeignet sein.
Ein drittes Harzsystem aus FDCA mit Neopentylglykol wäre bei der Kanalsanierung vorsehbar.

### Copolymer-Ester
In der Literatur wird eine Vielzahl von Copolymer-Estern der 2,5-Furandicarbonsäure beschrieben.

## Hersteller
Alfa Aesar GmbH & Co KG; Asta Tech Inc.; AVALON Industries AG; Avantium Holding BV; Baxter; Bristol-Myers Squibb; Chemsky (Shanghai) International Company Ltd; Corbion NV; Cryolife; CSL Behring; Davol; Ethicon; Genzyme; Medtronic; Ningbo Biomass & Biotechnology Co.; Novamont SpA; Pfizer; Synvina.; Takeda; Toronto Research Chemicals Inc; V & V Pharma Industries; Ulcho